# Arakhnaíon Óros
Arakhnaíon Óros är ett berg i Grekland.   Det ligger i regionen Peloponnesos, i den sydöstra delen av landet, 80 km sydväst om huvudstaden Aten. Toppen på Arakhnaíon Óros är 1 187 meter över havet.
Terrängen runt Arakhnaíon Óros är huvudsakligen kuperad, men österut är den bergig. Arakhnaíon Óros är den högsta punkten i trakten. Runt Arakhnaíon Óros är det ganska glesbefolkat, med 23 invånare per kvadratkilometer. Närmaste större samhälle är Nafplion, 16,4 km sydväst om Arakhnaíon Óros. 